# فيلي دان
فيلي دان هو عازف قيثارة ومنتج أفلام وكاتب سيناريو وكاتب أغاني ومخرج وشاعر كندي، ولد في 14 أغسطس 1942 في مونتريال في كندا، وتوفي في 5 أغسطس 2013 في أوتاوا في كندا.

## وصلات خارجية
- فيلي دان على موقع IMDb (الإنجليزية)
- فيلي دان على موقع ميوزك برينز (الإنجليزية)
- فيلي دان على موقع ديسكوغز (الإنجليزية)
- فيلي دان على موقع قاعدة بيانات الفيلم (الإنجليزية)
- فيلي دان على موقع كينوبويسك (الروسية)